# دامان

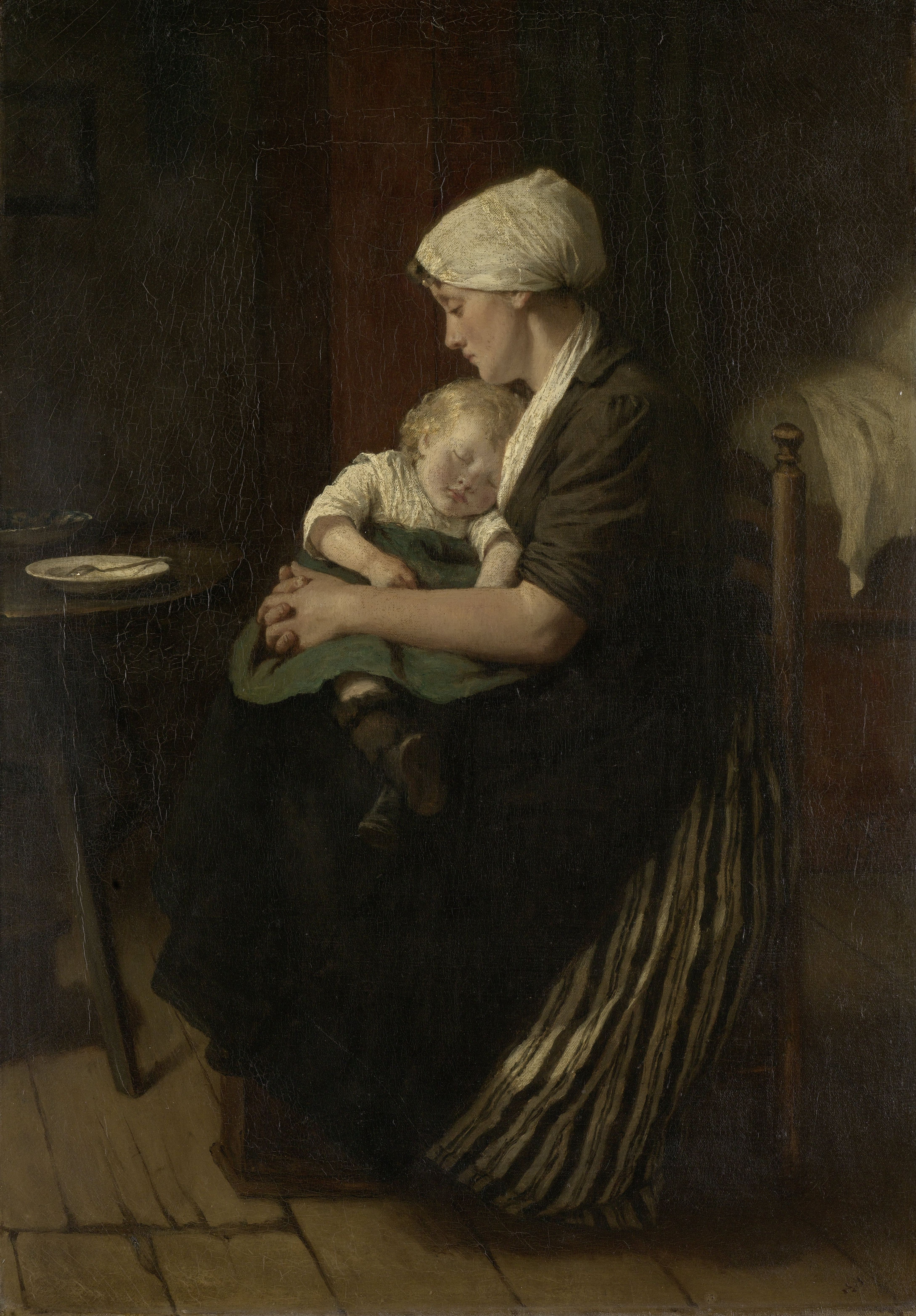
نقاشی هلندی اواخر قرن هجدهم از نوزادی که در دامان مادرش خوابیده‌است.

در بدن انسان، به پهنهٔ روی ران و حد فاصل بین زانو تا مفصل ران را دامان، دامَن، دامنگاه یا بغل (به انگلیسی: Lap) می‌گویند.
دامن در اصل قطعه‌پوشاکی است که معمولاً زنان بر روی این قسمت از بدن می‌پوشند اما این واژه اصطلاحاً برای اشاره به خود آن قسمت از بدن هم به‌کار می‌رود. نشستن کودک بر دامن والدین را اصطلاحاً رفتن به بغل پدر و مادر هم می‌گویند.